# Ulysses and the Golden Fleece
Ulysses and the Golden Fleece (рус. Улисс и Золотое Руно) — графическая приключенческая игра выпущенная в 1981 году компанией Sierra On-Line. Игра была создана Бобом Дэвисом и Кеном Уильямсом для платформ Apple II, Atari 8-bit, Commodore 64, FM-7, PC-88, PC-98 и PC Booter.

## Сюжет
Действие происходит в Древней Греции. Главным героем и альтер эго игрока является Улисс. Царь поручает ему задачу найти Золотое руно — легендарное сокровище, защищённое богами. Игрок начинает поиски в маленьком городке, откуда ему придется совершить путешествие в очень далёкие земли. Ему встретятся персонажи из древнегреческой мифологии, в том числе подводный король Нептун, сирены, циклопы и другие.

## Игровой процесс
В нижней части экрана находится текст синтаксического анализатора, который принимает два командных слова для взаимодействия с игрой. В верхней (охватывающей большую часть экрана), находятся графическое изображение текущей ситуации с перспективой от первого лица. Существует возможность временно убрать графическое изображение в угоду анализатору, чтобы вспомнить последние введённые команды.
Задачей игрока является сбор провизии для того, чтобы её хватило в морском путешествии, далее нужно найти и нанять молодых моряков, доплыть до острова, получить магические вещи, добраться до острова колоссов[уточнить], победить его защитников и вернуться домой.

## Оценки и мнения
| Иноязычные издания | Иноязычные издания | Иноязычные издания |
| Издание            | Оценка             | Оценка             |
| Издание            | Commodore 64       | PC                 |
| ------------------ | ------------------ | ------------------ |
| Zzap!64            | 45 %               |                    |
| PC Magazine        |                    | 14/18              |

Обозреватель PC Magazine посчитал игру хорошо спроектированной, вмеру сложной, и приносящей много удовольствия. По мнению критика, Ulysses and the Golden Fleece хорошо описывает сцены, балансируя текст и графику, и что примечательно, для решений нужно обращать внимание на то, что есть на изображениях. Графика описана как великолепная, а для игры может оказаться полезным знание греческой мифологии.
В ZZap! игру посчитали довольно мрачной, а графика Ulysses and the Golden Fleece соответствует стандартам двухлетней давности оригинала, но не рассматриваемой портированной версии для Commodore 64 в 1985-м году. Журналист сообщил, что положенная в основу игры история великолепная, но реализация игры её испортила. Обозреватель отметил, что звуковое сопровождение минимальное, ограниченное гудками динамика, текст скудный, и игра постоянно требует обращения к диску и поэтому работает медленно, и всё вместе не соответствует по качеству к предъявляемой цене.